# 豐榮郡
豐榮郡（日语：〔〕／ Toyosakae gun */?）是日本統治下的樺太廳的一個已不存在的郡。
轄有以下1町4村。
- 落合町
- 豐北村
- 川上村
- 榮濱村
- 白縫村

在法律上于1949年6月1日国家行政組織法施行后廢除。